# Малий Леонід Вікторович
Леоні́д Ві́кторович Ма́лий (нар. 28 січня 1955, Миколаїв, Українська РСР) — радянський футболіст, півзахисник, радянський та український тренер. Володар Кубка СРСР (1980 рік), Майстер спорту СРСР (1979 рік), суддя національної категорії.

## Кар'єра

### Кар'єра футболіста
Футболом Леонід починав займатися у рідному Миколаєві, у місцевій ДЮСШ при команді майстрів «Суднобудівника», разом зі своїм братом-близнюком Володимиром. Першим тренером був О. І. Васковський. У дорослому футболі брати дебютували у херсонському «Локомотиві», від куди молодих футболістів запросили в Ворошиловградську «Зорю», що виступала у вищій лізі чемпіонату СРСР. Але через високу конкуренцію, хлопцям не часто доводилося виходити на поле у складі команди.
У 1977 році, брати були покликані на службу в армію та направлені до одеського «СКА», де досить швидко стали лідерами команди, з якою здобули перемогу в зональному турнірі другої ліги, а в стикових матчах з Семипалатинським «Спартаком» завоювали путівку в першу лігу. У армійській команді у братів все складалося вдало, керівництво їм надало трикімнатну квартиру, куди хлопці перевезли своїх батьків. Виступаючи за клуб, футболісти змогли проявитися на футбольному полі у найкращій якості. Незабаром Леоніду і Володимиру стали надходити пропозиції від сильніших команд, запрошували в місцевий «Чорноморець», дніпропетровський «Дніпро», пропонували повернутися у «Зорю», але гравці перейшли до «Шахтаря». Після бесіди з тренером Малі написали заяви про прийом в команду. Лідерами гірницької команди тієї пори були такі відомі футболісти як Юрій Дегтерьов, Віталій Старухін, Віктор Звягінцев та Володимир Роговський. Леонід грав на позиції лівого півзахисника і в основному виходив на заміни, в місце більш досвідченого Володимира Сафонова. У 1979 році донецький клуб став другим призером чемпіонату СРСР. Але срібних медалей Леонід, на відміну від свого брата, не отримав, оскільки, згідно з регламентом чемпіонату, зіграні ним 13 поєдинків (менш як 50 % усіх зіграних матчів), виявилося недостатньо для отримання нагород. У наступному сезоні Леонід уже набагато частіше з'являвся у складі гірників, що фінішували на 6 місці в чемпіонаті. Більш вдало донецька команда виступала в турнірі на Кубку СРСР, дійшовши до фіналу, де з рахунком (2:1) була здобута перемога над тбіліським «Динамо». Взяв участь у кубковому фіналі та Леонід Малий, який замінив у другому таймі Володимира Сафонова. А 19 вересня 1980 року Леонід дебютував в турнірі на Кубок УЄФА, де на переповненому донецькому стадіоні «Локомотив», «Шахтар» переміг французький «Монако» — 2:1. У цьому поєдинку Леонід на 58 хвилині матчу змінив свого брата Володимира.
По закінченню сезону, брати Малі приймають рішення повернутися в Одесу, де керівництво Одеського військового округу гарантувало їм добрі умови, офіцерські звання та «тверде місце» в основному складі армійської команди. І хоча набагато пізніше сам Леонід визнавав, що рішення покинути «Шахтар» можливо і було помилкою, але тоді брати все ж переїхали до Одеси, де були лідерами команди «СКА» і навколо них будувалася гра колективу. У 1982 році Леонід покинув армійську команду і на відміну від свого брата, продовжив службу та вільного в «СКА», переходить в одеський «Чорноморець», куди його запросив молодий тренер Віктор Прокопенко. Але вже на самому початку чемпіонату, в матчі 6 туру проти дніпропетровського «Дніпра», півзахисник отримав серйозну травму спини і вибув зі складу команди до кінця сезону. Після тривалого лікування та відновлення було складно конкурувати за місце у вже сформованому і зіграному стартовому складі команди. У результаті Леонід повертається в рідний Миколаїв, де протягом п'яти років виступав у складі «Суднобудівника» (нині МФК «Миколаїв»), який тренував Євген Кучеревський. З миколаївським колективом двічі ставав бронзовим призером зонального турніру другої ліги. У сезонах 1988—1989 років досвідчений футболіст захищав кольори черкаського «Дніпра». Вже залишивши кар'єру у великому футболі, продовжував виступати на аматорському рівні, в сезоні 1992—1993 грав у складі команди «Колос» із селища Новокрасного.

### Кар'єра тренера
У 1989 році Леонід Малий перейшов в команду черкаського «Дніпра», яку тренував В'ячеслав Першин. У цій команді був граючим тренером, допомагаючи наставнику будувати гру і керувати колективом безпосередньо на футбольному полі. У 1990 році повертається в Миколаїв, де протягом двох сезонів працював на посаді начальника команди в «Суднобудівник». У старті чемпіонату України, на початку сезону 1992 року був в.о. головного тренера миколаївської команди, яка незабаром отримала нового інвестора і нову назву — «Евіс». Головним тренером було призначено Івана Балана, а Леонід Вікторович став віце-президентом клубу та займав цю посаду до 1994 року. У 2009—2010 роках, працював помічником головного тренера МФК «Миколаїв» Михайла Калити, а пізніше В'ячеслава Мазараті. Активно виступав за ветеранські команди рідного міста. Як граючий тренер команди «Ніанат-45», двічі ставав бронзовим призером чемпіонату країни серед ветеранів.

### Кар'єра судді
У 1993 році Леонід Малий отримав пропозицію стати футбольним арбітром. Пройшовши курс навчання та спеціальні збори, став обслуговувати матчі перехідної та другої ліг чемпіонату України а трохи пізніше і першої ліги. Обслуговував матчі як головний арбітр і як бічний суддя. З сезону 1996—1997 почав залучатися до обслуговування поєдинків у вищій лізі як боковий суддя. У травні 2002 року Малий був лайнсменом на сумно відомому матчі запорізького «Металург» та київського «Динамо», під час якого на очах у Леоніда стався інсульт у тренера динамівців Валерія Лобановського. Поєдинок був зупинений і машина швидкої допомоги прямо зі стадіону відвезла тренера в лікарню, де через 5 днів знаменитий тренер помер. Всього у вищому футбольному дивізіоні України Леонід Малий провів близько 80 поєдинків.

### Спортивний функціонер
Після того, як у зв'язку з віковим цензом, змушений був залишити суддівську кар'єру, Леонід Вікторович кілька років працював інспектором матчів другої ліги, був головою Федерації футболу міста Миколаїв, а також першим заступником миколаївської обласної Федерації футболу. Очолював Асоціацію футбольних арбітрів Миколаївській області. З 2011 року працює в структурі спортивного товариства «Динамо» (Миколаїв).

## Освіта
Закінчив Одеський педагогічний інститут ім. К. Д. Ушинського

## Сім'я
Дружина Олена, тренер-хореограф з фігурного катання. Дочка Катерина — колишня солістка групи «Фоксі», учасниця відбору на конкурс «Євробачення-2005», проживає в Києва. Рідний брат-близнюк Володимир проживає з родиною в Одесі.

## Досягнення
- Володар Кубка СРСР (1): 1980;
- Чемпіон Української РСР (1): 1977.